# Strefa eufotyczna
Strefa eufotyczna – powierzchniowa strefa zbiorników wodnych pokrywająca się ze strefą trofogeniczną, w której nad rozkładem martwej materii i oddychaniem przeważa produkcja pierwotna. Dostępność światła, tlenu i biogenów sprawia, iż jest to strefa bogata w fitoplankton.
Dolna granica strefy eufotycznej to głębokość, do jakiej dociera 1% promieniowania fotosyntetycznie czynnego.
W strefie eufotycznej następuje utlenianie jonów amonowych do azotynów i azotanów.